# Lijst van nationale parken in Noord-Macedonië
In Noord-Macedonië zijn 4 natuurgebieden tot nationaal park uitgeroepen. 
| Nationaal park Mavrovo Begin: 1949 Oppervlakte: 730,88 km² |
| Nationaal park Pelister Begin: 1948 Oppervlakte: 171,5 km² |
| Nationaal park Galičica Begin: 1958 Oppervlakte: 227 km²   |
| Nationaal park Šar Planina Begin: 2021 Oppervlakte:        |